# Marifé de Triana
María Felisa Martínez López (ur. 13 września 1936 w Burguillos, zm. 16 lutego 2013 w Torremolinos) – hiszpańska aktorka i piosenkarka, wykonująca muzykę z gatunku copla, hiszpańskiej poezji śpiewanej. 

## Biografia
María Felisa Martínez López urodziła się 13 września 1936 w mieście Burguillos w prowincji Sewilla. Pierwsze lata swojego życia spędziła na zaludnionym przedmieściu Triana w Sewilli, od nazwy którego przyjęła później swój pseudonim artystyczny. 
Jej ojciec zmarł gdy miała dziewięć lat. Trzy lata później, Marifé porzuciła edukację, by stawiać pierwsze kroki w świecie sztuki. Rodzina przeniosła się do Madrytu, gdzie młoda artystka zaczęła interesować się wokalistyką. Po krótkim czasie studiów w Akademii Maestro Alcántara, zadebiutowała w hiszpańskiej stacji radiowej Davida Cubedo.   
Występowała w całej Hiszpanii, biorąc udział w przedsięwzięciach artystycznych rozmaitych gatunków, np. od roku 1950, przez dwa lata, była aktorką Teatru Chińskiego Manolita Chen, wykonywała również muzykę ludową i poezję śpiewaną. 
Została zauważona przez impresario Juana Carcellé, który postanowił otoczyć ją artystyczną opieką, po tym gdy zobaczył jej występ w jednej z miejscowości pod Madrytem. Nikt nigdy nie śpiewał tak jak ta kobieta. Jest absolutną odnową pieśni andaluzyjskiej, miał powiedzieć o niej Carcellé. Dzięki jego protekcji, została aktorką Coliseo de Price, odnosząc znaczny sukces. 
Piosenkarka stała się jedną z najbardziej rozpoznawalnych wykonawczyń copli w Hiszpanii. W 1956 nagrała swój pierwszy album, Torre de arena, który zajmował pierwsze miejsce na listach najlepiej sprzedających się płyt lat pięćdziesiątych i sześćdziesiątych.
Sukces albumu zachęcił artystkę do założenia własnej grupy rewiowej „Torre de Arena”, z którą przez ponad dwa lata koncertowała w najważniejszych hiszpańskich teatrach.       
Komercyjny sukces, jaki odniosła w rodzimej Hiszpanii, przełożył się na popularność międzynarodową. Artystka z powodzeniem koncertowała w Meksyku, Wenezueli, Argentynie, Peru, Chile, Francji, Belgii, Niemczech, Holandii, Szwajcarii, Anglii i Stanach Zjednoczonych, występując w najbardziej prestiżowych teatrach i sieciach telewizyjnych tych krajów. Grała też w filmach, m.in. i „Canto para ti” i „Bajo el cielo cielo andaluz”. 
Marifé de Triana otrzymała w swoim życiu wiele nagród krajowych i międzynarodowych, została wyróżniona przez Sociedad General de Autores de España jako jedna z najwybitniejszych hiszpańskich artystek. W 2011 roku otrzymała również Medalla de Oro al Mérito en el Trabajo (Złoty Medal Zasługi za pracę twórczą).
Była aktywna zawodowo do 2011 roku. Zmarła 16 lutego 2013 na skutek choroby nowotworowej. Została pochowana na Cementerio Municipal de Torremolinos, obok swojego męża, José Maríi Alonso Calvo (1923–2008), z którym związana była przez 45 lat. W 2017 roku, w Muzeum Flamenco Andaluzji w Jerez de la Frontera, otworzono wystawę poświęconą życiu i twórczości artystki.